# قسمة على الصفر

الدالة y=1/x حيث x تقترب من 0 من اليمين، y تقترب من اللانهاية. بحيث x يقترب من 0 من اليسار، y تقترب من العدد سالب مالانهاية (طالع خط مقارب)

في الرياضيات، القسمة على صفر هي القسمة التي يكون فيها المقسوم عليه (المقام) مساويا لصفر.
غالباً ما تكتب بالصيغة (س0) حيث س هي المقسوم (البسط). وهذه القسمة في الرياضيات الحسابية العادية لامعنى لها ولايوجد عدد عند ضربه بصفر، يعطي القيمة س (باعتبار أن س لاتساوي الصفر) ولذلك القسمة على صفر هي عملية غير مُعرفة.
وبما أن أي عدد يُضرب في صفر يعطي صفرا، فإن الصيغة {\displaystyle {\frac {0}{0}}} أيضاً هي الأخرى غير مُعرفة، وفي حالة وجودها صيغة نهايةٍ بالتفاضل والتكامل، فهي صيغة غير محددة. أقدم المراجع التاريخية التي ذكرت استحالة تعيين قيمة للعملية (س0) رياضياً موجودة في كتاب المحلل من تأليف جورج بيركلي وهو نقد لحساب التفاضل والتكامل المتناهي في الصغر.

## في علم الحاسوب
في الحوسبة القسمة على صفر قد تنتج خطأ برمجيا، وبحسب البيئة البرمجية ونوع العدد (إما عدد صحيح أو فاصلي عائم) فإن القسمة على صفر قد تعطي «لانهاية» موجبة أو سالبة بمعيار IEEE 754 (معيار حوسبي للأعداد الفاصلة العائمة) وبالتالي قد تنتج استثناء برمجيا أو رسالة خطأ أو فشل وإنهاء للبرنامج مباشرة أو ناتج غير عددي أو تعليق بسبب حلقة لامتناهية أو انهيار للبرنامج بشكل كامل.